# Parafia św. Jana Chrzciciela w Łagiewnikach Wielkich
Parafia Świętego Jana Chrzciciela w Łagiewnikach Wielkich – rzymskokatolicka parafia, znajdująca się w diecezji gliwickiej, w dekanacie Lubliniec.